# Petko Stainov

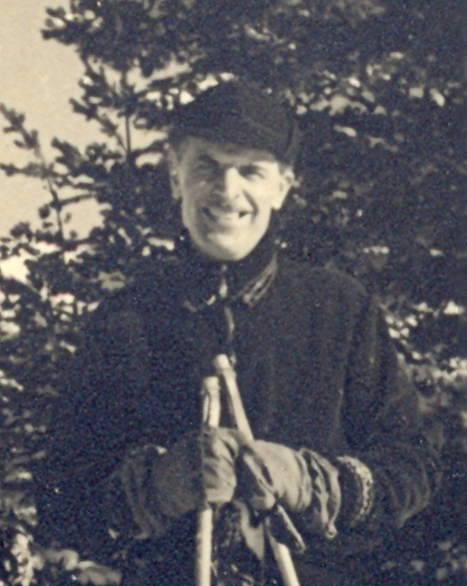
Stainov in 1934

Petko Stojanov Stainov (Bulgaars: Петко Стоянов Стайнов) (Kazanlik, 31 mei 1890 - Sofia, 24 juli 1972), was een Bulgaars politicus en professor.
Petko Stainov sloot zich in de jaren '30 aan bij de politieke club Zveno ("Schakel"). In 1940 werd hij in het parlement gekozen en keerde zich tegen de oorlogsverklaring van de Bulgaarse regering (februari 1941) tegen de geallieerden. Daarnaast keerde hij zich tegen de deportatie van de Joden en riep hij in 1944 op tot de vorming van een nieuwe, geallieerde-gezinde regering. Uiteindelijk sloot hij zich aan bij het Vaderlands Front, een verzetsoganisatie waarin naast Zveno, ook sociaaldemocraten, communisten, radicalen en democraten lid van waren. 
Op 9 september 1944 pleegde het Vaderlands Front een coup en werd de regering ontslagen. Kimon Georgiev, één der leiders van het VF en tevens voorzitter van Zveno, vormde een regering en benoemde Stainov tot minister van Buitenlandse Zaken. In 1945 hadden de communisten van de Bulgaarse Communistische Partij (BKP) hun macht geconsolideerd en werden de rechtse elementen op advies van Stalin uit de regering verwijderd. Stainov moest in maart 1946 het veld ruimen.